# Vollenhovia emeryi
Vollenhovia emeryi é uma espécie de formiga do gênero Vollenhovia, pertencente à subfamília Myrmicinae.